# Dedelstorf
Dedelstorf est une commune de l'arrondissement de Gifhorn, Land de Basse-Saxe.

## Géographie
Dedelstorf regroupe les quartiers de Dedelstorf, Allersehl, Weddersehl, Oerrel, Repke, Lingwedel et Langwedel. Ce regroupement a lieu le 1er mars 1974.

## Histoire
En 1936, une garnison et une base aérienne s'installent à Dedelstorf. Durant la Seconde Guerre mondiale, le II. Gruppe de la Kampfgeschwader 200 est créée et est basée dans la commune. Après la guerre, les Britanniques utilisent l'aérodrome un certain temps.
La caserne de la Bundeswehr ferme en 1994.

## Infrastructures
Dedelstorf est proche de la Bundesstraße 244 qui amène à Helmstedt, et de la Bundesstraße 4 (Uelzen-Brunswick).

## Source, notes et références
- (de) Cet article est partiellement ou en totalité issu de l’article de Wikipédia en allemand intitulé « Dedelstorf » (voir la liste des auteurs).